# Taiplax
Taiplax (fi. Taipalus) är en ö i Finland.   Den ligger inom kommunen Nådendal (tidigare Rimito) i den ekonomiska regionen  Åbo ekonomiska region  och landskapet Egentliga Finland, i den sydvästra delen av landet, 170 km väster om huvudstaden Helsingfors. Arean är 0,94 kvadratkilometer.
Terrängen på Taiplax är mycket platt. Öns högsta punkt är 33 meter över havet. Den sträcker sig 0,8 kilometer i nord-sydlig riktning, och 2,2 kilometer i öst-västlig riktning.
Den västra halvan av Taiplax tillhör kommundelen Nagu i Pargas stad och är därmed en enklav i kommunen Nådendal. Våren 2010 föreslogs att enklaven skulle avskaffas genom att hela Taiplax skulle tillfalla Nådendal medan Keckolot skulle föras över till Pargas. Förslaget blev dock aldrig verklighet.
Inlandsklimat råder i trakten. Årsmedeltemperaturen i trakten är 6 °C. Den varmaste månaden är augusti, då medeltemperaturen är 17 °C, och den kallaste är februari, med −6 °C.

## Ortens svenska namn

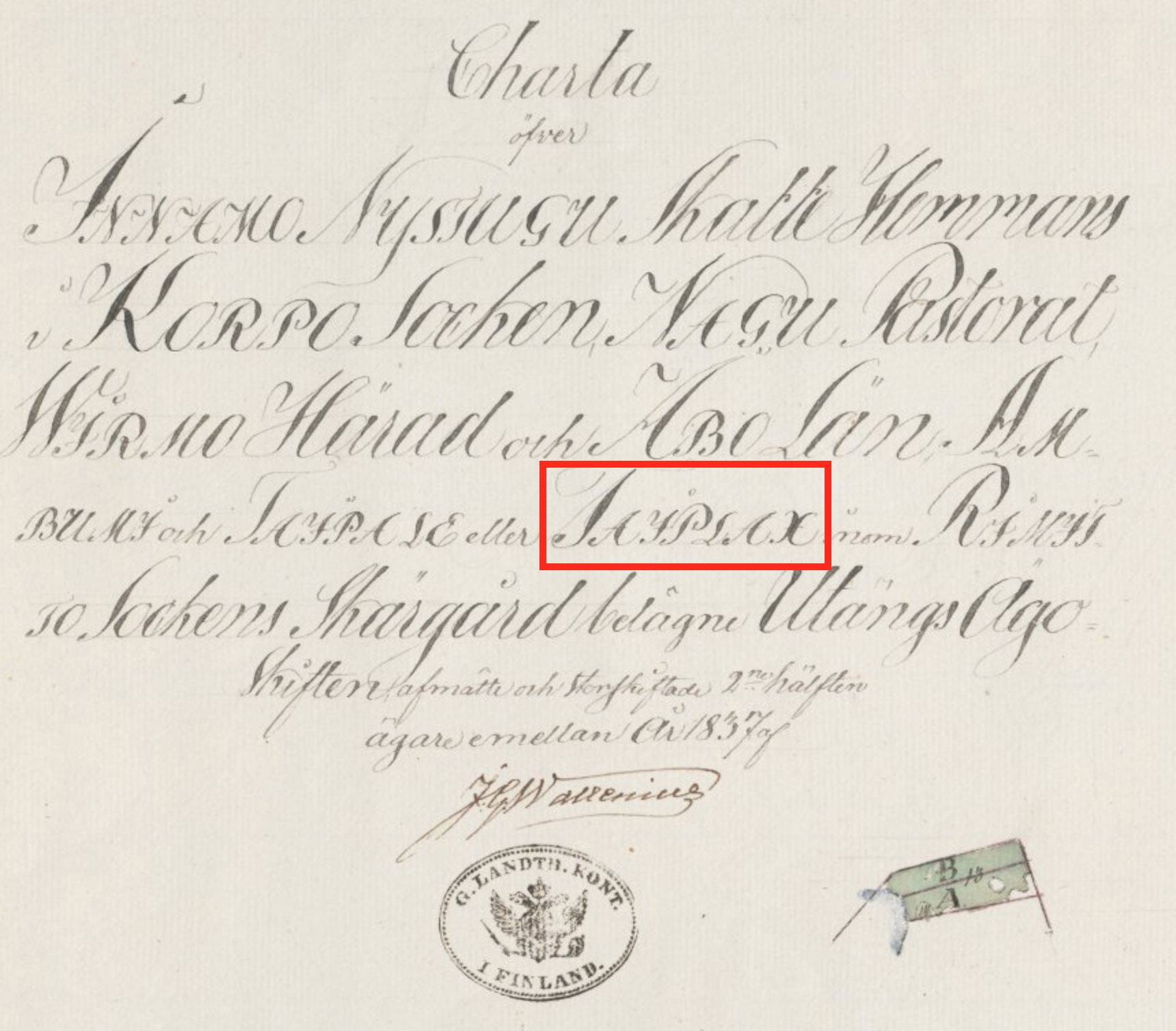
Utdrag ur karta från 1837, med namnet Taiplax

Taiplax hör via Innamo fiskeriområde till Nagu. För Taiplax har de få gånger orten nämnts i medier eller i stadens beslutande organ ofta använts dess finska namn Taipalus, medan ortsborna själva använder Taiplax och namnet Taiplax även har historiskt belägg i kyrkoböcker. samt kartor.